# Eva Svenby
Eva Svenby (* 11. Juni 1969 in Lund) ist eine ehemalige schwedische Squashspielerin.

## Karriere
Eva Svenby war in den 1980er- und 1990er-Jahren als Squashspielerin aktiv. Mit der schwedischen Nationalmannschaft nahm sie 1987, 1990, 1992 und 1998 an der Weltmeisterschaft teil. Auch bei Europameisterschaften war sie mehrfach Teil des schwedischen Kaders.
Zwischen 1987 und 1994 stand sie viermal im Hauptfeld der Weltmeisterschaft im Einzel und erreichte dabei 1987 ihr bestes Resultat mit dem Einzug in die zweite Runde, in der sie gegen Liz Irving in drei Sätzen ausschied. Mit neun Titelgewinnen in den Jahren 1988, 1989 sowie von 1991 bis 1998 ist sie Rekordhalterin bei den schwedischen Landesmeisterschaften.

## Erfolge
- Schwedische Meisterin: 9 Titel (1988, 1989, 1991–1998)